# ジェラルディン・ペイジ
ジェラルディン・スー・ペイジ（Geraldine Sue Page、1924年11月22日 - 1987年6月13日）は、アメリカ合衆国の女優。1985年の『バウンティフルへの旅』でアカデミー主演女優賞を受賞した。

## 来歴
アメリカ合衆国ミズーリ州カークスヴィル出身。
8度もアカデミー賞にノミネートされ、女優演技部門においてメリル・ストリープ（20回）、キャサリン・ヘプバーン（12回）、ベティ・デイヴィス（11回）に次ぐ、歴代4位となる記録保持者である。
彼女が後進に与えた影響は大きく、その存在は現在のハリウッドを代表する大女優メリル・ストリープやミシェル・ファイファーにも受け継がれている。

## 生涯
父のレオン・アーウィン・ペイジは整骨医師。母パール・メイジー・ペイジは主婦。年上の兄、ドナルドとの四人家族のなかで育つ。
5歳の時にシカゴに転居し、その後はユタとニューヨークでリー・ストラスバーグと共に演技を学ぶ。
1953年の『ホンドー』でスクリーンデビューを果たす。本作では映画初出演ながら、ジョン・ウェイン演じる主役の相手役という主要キャストの一人を務め、デビュー作にしてアカデミー助演女優賞にノミネートされる。
1961年の『肉体のすきま風』と1962年の『渇いた太陽』で２年連続ゴールデングローブ賞 主演女優賞 (ドラマ部門)を受賞し、アカデミー主演女優賞にも連続してノミネートされる。
1967年と1969年にはエミー賞主演女優賞 （ミニシリーズ・テレビ映画部門）を受賞する。
その後も、フランシス・フォード・コッポラ監督が若き日に撮った『大人になれば…』でもオスカーの助演女優賞候補となり、ウディ・アレン監督の『インテリア』では、ヒステリックで完璧主義者のインテリア・デコレーター役を抑制の効いた迫真の演技で見せ、オスカーでは主演女優賞候補となり、英国アカデミー賞助演女優賞を受賞。
1985年の『バウンティフルへの旅』で8回目のノミネートにして悲願のアカデミー主演女優賞を受賞した。
1987年6月13日、ニューヨークの自宅アパートにて心臓発作により死亡。

## 主な出演作品
| 公開年 | 邦題 原題                                                | 役名                           | 備考                                                                              |
| ------ | -------------------------------------------------------- | ------------------------------ | --------------------------------------------------------------------------------- |
| 1953   | ホンドー Hondo                                           | アンジー・ロウ                 | アカデミー助演女優賞 ノミネート                                                   |
| 1961   | 肉体のすきま風 Summer and Smoke                          | アルマ                         | ゴールデングローブ賞 主演女優賞 (ドラマ部門) 受賞 アカデミー主演女優賞 ノミネート |
| 1962   | 渇いた太陽 Sweet Bird of Youth                           | アレクサンドラ                 | ゴールデングローブ賞 主演女優賞 (ドラマ部門) 受賞 アカデミー主演女優賞 ノミネート |
| 1963   | 欲望の家 Toys in the Attic                               | キャリー                       |                                                                                   |
| 1964   | ニューヨークの恋人 Dear Heart                            | エヴィー・ジャクソン           |                                                                                   |
| 1966   | 大人になれば… You're a Big Boy Now                       |                                | アカデミー助演女優賞 ノミネート ゴールデングローブ賞 助演女優賞 ノミネート        |
| 1967   | 最高にしあわせ The Happiest Millionaire                  | デューク夫人                   |                                                                                   |
| 1968   | 何がアリスに起ったか？ What Ever Happened to Aunt Alice? | クレア・マーブル               |                                                                                   |
| 1971   | 白い肌の異常な夜 The Beguiled                            | マーサ・ファーンズワース       |                                                                                   |
| 1971   | 天使よ故郷を見よ Look Homeward, Angel                    | エリザ                         | テレビ映画                                                                        |
| 1972   | 賞金稼ぎのバラード J.W. Coop                             | ママ                           |                                                                                   |
| 1972   | おかしな結婚 Pete 'n' Tillie                             | ガートルード                   | アカデミー助演女優賞 ノミネート                                                   |
| 1975   | イナゴの日 The Day of the Locust                         | ビッグ・シスター               |                                                                                   |
| 1977   | ジョーイ Something for Joey                              | アン・キャパレッティ           | テレビ映画                                                                        |
| 1977   | ビアンカの大冒険 The Rescuers                            | マダム・メドゥーサ             | 声の出演                                                                          |
| 1978   | インテリア Interiors                                     | イブ                           | 英国アカデミー賞 助演女優賞 受賞 アカデミー主演女優賞 ノミネート                  |
| 1981   | マルサ帝国をぶっとばせ！ Harry's War                     | ベヴァリー                     |                                                                                   |
| 1981   | フロリダ・ハチャメチャ・ハイウェイ Honky Tonk Freeway    | シスター・メアリー             |                                                                                   |
| 1982   | 暗闇からの脱出 I'm Dancing as Fast as I Can              | ジェーン・スコット・マーティン |                                                                                   |
| 1982   | 引き裂かれた祖国/ブルー&グレイ The Blue and the Gray     | ラヴレス夫人                   | テレビ・ミニシリーズ                                                              |
| 1984   | パッショネイト 悪の華 The Pope of Greenwich Village      | リッター夫人                   | アカデミー助演女優賞 ノミネート                                                   |
| 1985   | ブライド The Bride                                       | ボーマン夫人                   |                                                                                   |
| 1985   | ホワイトナイツ/白夜 White Nights                         | アニー・ワイアット             |                                                                                   |
| 1985   | バウンティフルへの旅 The Trip to Bountiful               | キャリー・ワッツ               | アカデミー主演女優賞 受賞                                                         |
| 1986   | マイリトルガール きらめきの夏 My Little Girl             | モリー                         |                                                                                   |
| 1986   | ネイティブ・サン Native Son                              | ペギー                         |                                                                                   |